# Mikey Moore
Mikey Moore (* 11. August 2007 in Southwark) ist ein englischer Fußballspieler, der als Leihspieler von Tottenham Hotspur bei den Glasgow Rangers in der Scottish Premiership spielt.

## Karriere
Moore durchlief die vereinseigene Jugendakademie von Tottenham Hotspur. Sein erstes Premier-League-Spiel absolvierte er am 14. Mai 2024 gegen Manchester City.
Im August 2025 wurde er an die Glasgow Rangers verliehen.

## Erfolge
- Europa-League-Sieger: 2025